# パチーシ

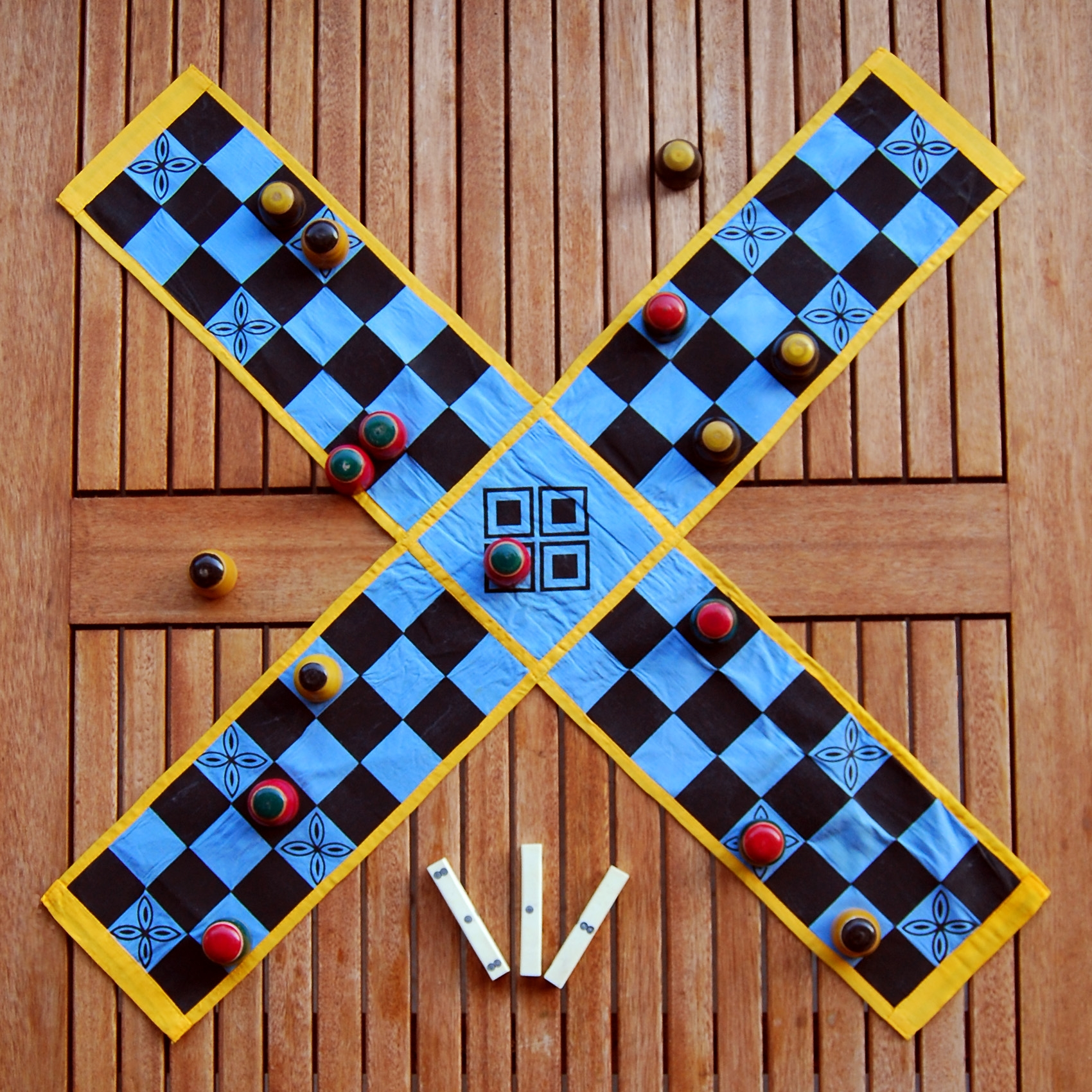
パチーシの道具。棒状サイコロを使用

パチーシ（ヒンディー語: पचीसी pacīsī パチーシー）は、インドの国民的なボードゲーム。すごろくに似たダイスゲームで、4人が2人ずつチームを組んで戦う。

## 概要

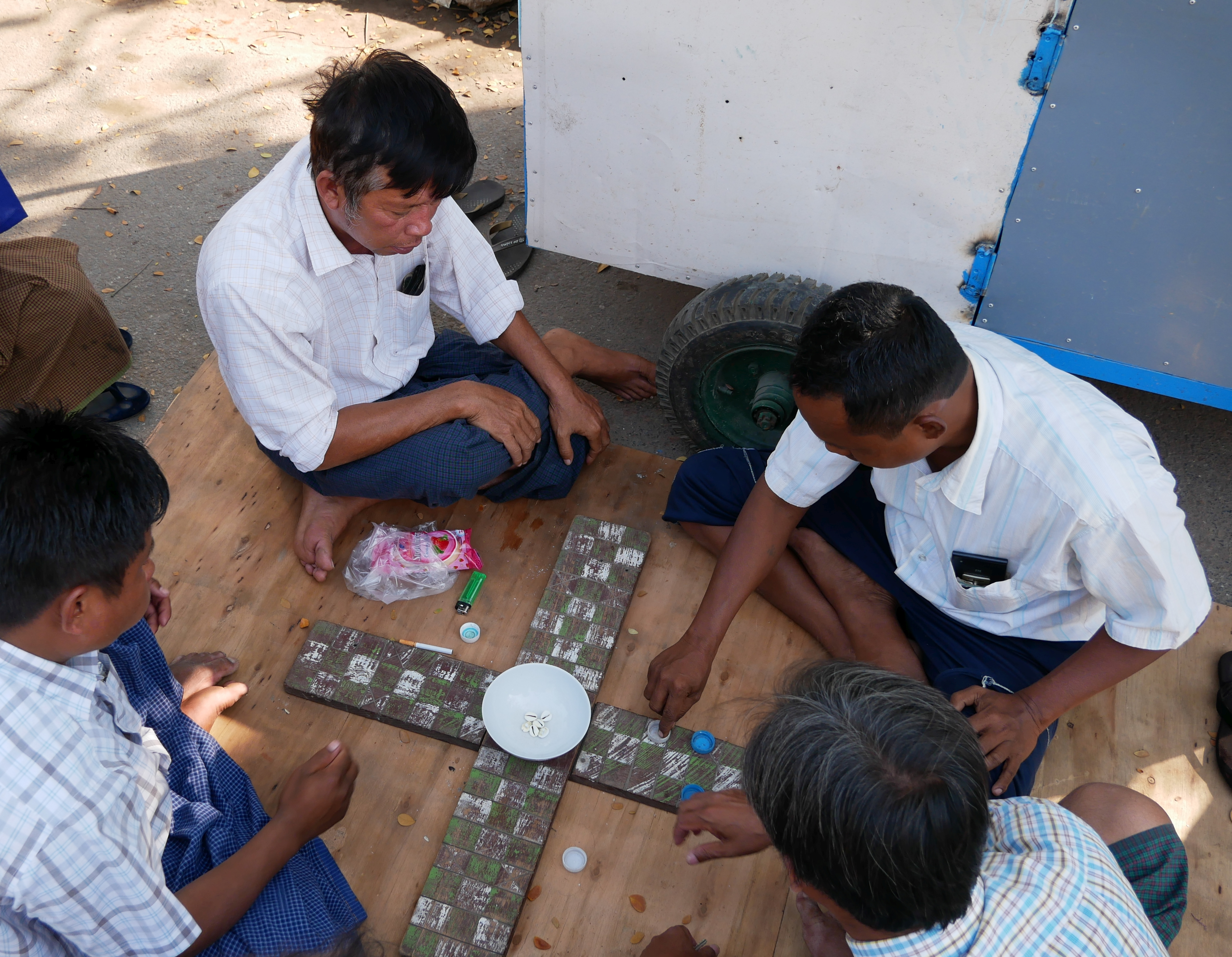
ミャンマーのマンダレーでパチーシを遊ぶ人々

パチーシーとはヒンディー語で「25」を意味するパッチースの形容詞形で、ダイスがわりに振るタカラガイの目の数の最大値が25であるためにこの名がある。
4人の競技者が2人ずつチームを組んで戦う競争ゲームの一種である。
インド以外にも、中東やモンゴル (中国語版) などでも行われている。また19世紀以来、パチーシを元にした多数の市販ゲームが西洋で販売されている。

## 道具
盤は中央の立方体から四方に8×3マスの長方形が伸び、全体として十字型になった特徴的な形をしている。12のマス目には印がついていて、敵の攻撃を受けない安全地帯であることを示す。競技者は十字型の先に、パートナー同士が向かいあうように座る。
各人は4個の駒を使用する。自分以外の駒とは色によって区別される。
伝統的にはサイコロの代わりにタカラガイを6個使う。表（開口部のある側）の出た個数によって動かす数が決まる。ただし、すべて裏の場合は25、1枚だけ表の場合は10と見なす。

## 動かし方

駒は矢印にそって動かす

各人は反時計回りに順番にタカラガイを振り、出た目に従って駒を動かす。出た目が気に入らない場合はパスできる。あるいは振らずにパスすることもできる。
R・C・ベルの説明によると、出た目が6・10・25の場合は、普通に駒を動かした後に続けてもう一度振ることができる。また、2個め以降の駒は（敵に取られた駒も同様）、6・10・25が出たときのみ盤上に置くことができる。
パーレットの説明はこれと異なり、出た目が6・10・25の場合は駒を普通に動かした後に盤上にある自分のチームの駒を1マス余計に進めるか、または自分の駒を盤上に置くかのいずれかを選び、さらにその後もう一度振ることができる。6・10・25を3回連続で出したら通常は何かのペナルティーがあるが、どんなペナルティーかについては一致しない。
駒は中央の立方体から動かしはじめ、まず自分に近い8マス×3列の長方形の中央の列を通る。端まで来たらそこから十字型の縁に沿って反時計まわりに一周する（このとき一番端以外の中央の列のマス目、および中央の立方体は無視される）。一周したら再び中央の列を戻って、中央の立方体に戻ると上がりになる。中央列の往復で16マス、縁の一周が68マスなので、合計すると84マス動くことになる。上がるためにはぴったりの目を出す必要がある。
パーレットによると、1周を終えた後に、戻らずにそのまま2周めにはいっても構わない。
駒が進んだ先に敵の駒がある場合、安全地帯以外では敵の駒は取られる。取られた駒は最初からやり直しになる。敵の駒を取った場合、もう一度振ることができる。安全地帯に敵の駒がいる場合は、そこへ動かすことはできない。
駒が進んだ先に味方の駒がある場合は2個をまとめて、その後は一緒に動かす。敵が複数重なっている場合は、それ以上の枚数を重ねた駒によって取ることができる。
先にすべての駒を上がったチームが勝ちになる。

## チョーパル
チョーパルまたはチョーサルはパチーシと同じ盤を使い、ルールも基本的にパチーシと同じだが、タカラガイではなく四面の棒状サイコロを3個使う。サイコロの各面には1・2・5・6の目が描かれている（1と6、2と5が向きあう）。
パーレットの説明によると、チョーパルはパチーシと異なって最初から盤上に駒が置かれており、また安全地帯はない。チョーパルでは各サイコロの目に従い、それぞれ別の駒を動かしてもよい。またパスはできない。このためチョーパルはパチーシよりずっと複雑なゲームになっているという。西洋の文献でチョーパルはパチーシとしばしば混同されるが、パーレットによれば両者は大きく異なったゲームであり、チョーパルの方がより複雑で高級なゲームと考えられていた。

## 市販ゲーム
パチーシを元にしたさまざまな市販ゲームが19世紀以来西洋各国で販売されているが、全体的にルールが子供向けに単純化されている。

### Parcheesi
Parcheesi（パーチージ）はアメリカ合衆国のゲームで、正確な起源は明らかでない。1867年にジョン・ハミルトンという人物が「Patcheesi」の名前で著作権を申請したが、「pot cheese」（非熟成チーズの一種）を連想するために後に「Parcheesi」につづりを改めたという。
比較的インドのパチーシに近いが、普通はチームを組むことはなく、タカラガイのかわりに2個の通常のサイコロを使用する。パスはできない。サイコロのどちらかの目が5か、合計が5の時にのみ駒を盤に置くことができる。ゾロ目が出たら通常の動きに加えて、その目の裏側の目の数だけ2つの駒を動かすことができ、さらにもう一度振ることができる。味方の駒が複数重なっている場合、敵はその駒を取ることも通過することもできない。
駒がひとつ上がったら10歩、敵の駒を取ったら20歩のボーナスが与えられる。

### Ludo
Ludo（ルド、ルード、ルドー）はイギリスのゲームで、1863年ごろに最初に公開された。イギリスの玩具メーカーであるジャック・オブ・ロンドンが特許を取得している。
盤の形は本来のパチーシに似ているが、マス目の数は8×3でなく6×3になっている。チームを組むことはなく、2人から4人で遊ぶ。各人の駒の数は4つで、1個のサイコロを振ってその目に従って駒を動かす。最初に盤に駒を置くには6が出る必要がある。6が出たらもう一度サイコロを振ることができる。複数の駒を重ねることはできない。
ルドーからさらに派生したゲームに、フランスのJeu des petits chevaux(小さな馬のゲームの意) (フランス語版) や、中国の飛行棋 (中国語版) がある。

### Sorry!
Sorry!は現在はハズブロから販売されているが、すでに盤は十字をしておらず、カードを使用するなどパチーシから大きく変化している。